# Le ricette della signora Rita
Le ricette della signora Rita è stato un programma televisivo culinario italiano, trasmesso su Food Network e su  Real Time.

## Il programma
La conduttrice, in ogni episodio, presenta e prepara ricette della tradizione culinaria della Campania. Location del programma è la cucina di casa della signora Rita.
Il programma viene replicato ad agosto 2020 su  Real Time, rete televisiva appartenente sempre al gruppo Discovery Italia.